# A Division 1945-1946 (Irlanda)
La stagione 1945-1946 è stata la venticinquesima edizione della League of Ireland, massimo livello professionistico del calcio irlandese.

## Classifica finale
|  |    | Classifica finale 1945-1946 | Pt | G  | V | N | P | GF | GS | DR  |
|  | -- | --------------------------- | -- | -- | - | - | - | -- | -- | --- |
|  | 1. | Cork Utd                    | 21 | 14 | 9 | 3 | 2 | 46 | 20 | +26 |
|  | 2. | Drumcondra                  | 19 | 14 | 8 | 3 | 3 | 37 | 34 | +3  |
|  | 3. | Waterford                   | 16 | 14 | 7 | 2 | 5 | 29 | 28 | +1  |
|  | 4. | Shamrock Rovers             | 14 | 14 | 6 | 2 | 6 | 40 | 31 | +9  |
|  | 5. | Dundalk                     | 13 | 14 | 4 | 5 | 5 | 36 | 37 | -1  |
|  | 6. | Limerick                    | 11 | 14 | 5 | 1 | 8 | 25 | 28 | -3  |
|  | 7. | Bohemians                   | 10 | 14 | 4 | 2 | 8 | 19 | 36 | -17 |
|  | 8. | Shelbourne                  | 8  | 14 | 3 | 2 | 9 | 26 | 44 | -18 |

### Verdetti
- Cork United campione d'Irlanda 1945-1946.

## Statistiche

### Squadre
- Maggior numero di vittorie:  Cork Utd (9)
- Minor numero di sconfitte:  Cork Utd (2)
- Migliore attacco:  Cork Utd (46 gol fatti)
- Miglior difesa:  Cork Utd (20 gol subìti)
- Miglior differenza reti:  Cork Utd (+26)
- Maggior numero di pareggi:  Dundalk (5)
- Minor numero di pareggi:  Limerick (1)
- Maggior numero di sconfitte:  Shelbourne (9)
- Minor numero di vittorie:  Shelbourne (3)
- Peggiore attacco:  Bohemians (19 gol fatti)
- Peggior difesa:  Shelbourne (44 gol subìti)
- Peggior differenza reti:  Shelbourne (-18)

### Capocannoniere
|  | Gol | Marcatore     | Squadra  |
|  | --- | ------------- | -------- |
|  | 15  | Paddy O'Leary | Cork Utd |